# Empire (Californie)
Pour les articles homonymes, voir Empire (homonymie).
Empire est une census-designated place du comté de Stanislaus, dans l'État de Californie, aux États-Unis,. En 2020, elle compte une population de 4 202 habitants.